# Euphorbia oaxacana
Euphorbia oaxacana es una especie fanerógama perteneciente a la familia de las euforbiáceas. Es endémica de México.

## Descripción
Es una especie suculenta  con ciatios terminales.

## Taxonomía
Euphorbia oaxacana fue descrita por B.L.Rob. & Greenm. y publicado en Proceedings of the American Academy of Arts and Sciences 32: 37. 1896.
Etimología
Euphorbia: nombre genérico que deriva del médico griego del rey Juba II de Mauritania (52 a 50 a. C. - 23), Euphorbus, en su honor – o en alusión a su gran vientre –  ya que usaba médicamente Euphorbia resinifera. En 1753 Carlos Linneo asignó el nombre a todo el género.
oaxacana: epíteto geográfico que alude a su localización en Oaxaca.
Sinonimia
- Aklema oaxacana (B.L.Rob. & Greenm.) Millsp. (1916).[4][5]
- Eumecanthus latericolor (Brandegee) Millsp.
- Euphorbia consoquitlae Brandegee
- Euphorbia latericolor Brandegee[2]